# Rudolf Wendbladh
Oskar Rudolf Wendbladh, född 28 november 1892 i Hargs socken, då tillhörande Stockholms län, död 13 oktober 1968 i Stockholm, var en svensk skådespelare, teaterregissör och teaterchef. 

## Biografi
Wendbladh var son till kontraktsprosten Ivar Wendbladh och hans hustru Elida, född Sjöström. Han studerade vid Dramatens elevskola 1911–1913 och var engagerad vid Dramaten 1913–1915, vid Svenska Teatern i Helsingfors 1916 och därefter 1917–1921 verksam vid Skådebanan, Intima teatern, och hos Albert Ranft på Svenska teatern och under dennes turnéer.  Åren 1921–1923 var han chef för Hälsingborgs stadsteater som han övertog 1929 och drev till 1944. Han studerade teater utomlands 1923–1924 och var knuten till Lorensbergsteatern som skådespelare och regissör 1924–1926. 1928 var han engagerad hos Ernst Eklund på Konserthusteatern. Från 1945 tillhörde han dramatiska teaterns ensemble och var 1946–1948 chef för Dramatens elevskola. Bland Wendbladhs regiarbeten märks scensättningen av Shakespeares Othello som gästspelade på Dramaten 1934. Han var även verksam som regissör vid Riksteatern.
Wendbladh var från 1916 till sin död gift med skådespelerskan Olga Richardt och tillsammans fick de dottern, översättaren Britte-Marie Bergström, född 1920.

## Filmografi i urval
- 1923 – Johan Ulfstjerna
- 1925 – Karl XII del II
- 1938 – Kloka gubben
- 1943 – Livet på landet
- 1944 – Flickan och Djävulen
- 1944 – ... och alla dessa kvinnor
- 1945 – Vandring med månen
- 1945 – Rosen på Tistelön
- 1946 – Kvinnor i väntrum
- 1949 – Flickan från tredje raden
- 1951 – Leva på "Hoppet"
- 1953 – Flickan från Backafall
- 1954 – Storm över Tjurö

## Teater

### Roller (ej komplett)
| År   | Roll                                         | Produktion                                                            | Regi                            | Teater                                |
| ---- | -------------------------------------------- | --------------------------------------------------------------------- | ------------------------------- | ------------------------------------- |
| 1915 | Didier                                       | Äventyret Gaston Arman de Caillavet och Robert de Flers               | Karl Hedberg                    | Dramaten                              |
| 1916 | Sörensen                                     | Prinsessan och hela världen Edgard Høyer                              | Einar Fröberg                   | Intima teatern                        |
| 1918 | Buckingham                                   | Richard III William Shakespeare                                       | Einar Fröberg                   | Intima teatern                        |
| 1918 | Åke                                          | Ljunghuset Nils Wilhelm Lund                                          | Einar Fröberg                   | Intima teatern                        |
| 1918 | Garin                                        | Den röde André Mikael Lybeck                                          | Rune Carlsten                   | Intima teatern                        |
| 1919 | Lorenzo                                      | Romeo och Julia (The Tragedy of Romeo and Juliet) William Shakespeare | Gunnar Klintberg                | Svenska teatern, Stockholm            |
| 1921 | Fabian                                       | Trettondagsafton eller Vad ni vill William Shakespeare                | Gustaf Linden                   | Helsingborgs stadsteater              |
| 1921 | Biskop Doran                                 | Rena rama sanningen James H. Montgomery                               | Rudolf Wendbladh                | Helsingborgs stadsteater              |
| 1921 | Axel                                         | Pelikanen August Strindberg                                           | Olof Molander                   | Helsingborgs stadsteater              |
| 1921 | Silvio Sangiorgi                             | Otrogen Roberto Bracco                                                | Rudolf Wendbladh                | Helsingborgs stadsteater              |
| 1921 | Johan Olsson                                 | Min ska du bli! Ernst Fastbom                                         | Robert Johnson                  | Helsingborgs stadsteater              |
| 1921 | Jacques                                      | Hemkomsten Robert de Flers och Francis de Croisset                    | Rudolf Wendbladh                | Helsingborgs stadsteater              |
| 1921 | Adam                                         | Spanska flugan Franz Arnold och Ernst Bach                            | Rudolf Wendbladh                | Helsingborgs stadsteater              |
| 1922 | Tony Hamilton                                | Flickan i bilen Wilson Collison och Avery Hopwood                     | Rudolf Wendbladh                | Helsingborgs stadsteater              |
| 1922 | Sergius Saranoff                             | Hjältar George Bernard Shaw                                           | Rudolf Wendbladh                | Helsingborgs stadsteater              |
| 1922 | Charles Bellanger                            | Min far hade rätt! Sacha Guitry                                       | Rudolf Wendbladh                | Helsingborgs stadsteater              |
| 1922 | Henry Higgins                                | Pygmalion George Bernard Shaw                                         | Ragnar Hyltén-Cavallius         | Helsingborgs stadsteater              |
| 1922 | Poliskommissarien                            | Hotellråttan Paul Armont och Marcel Gerbidon                          | Rudolf Wendbladh                | Helsingborgs stadsteater              |
| 1922 | En herre                                     | Älskog Arthur Schnitzler                                              | Ragnar Hyltén-Cavallius         | Helsingborgs stadsteater              |
| 1922 | Konrad Herbot                                | Den stora scenen Arthur Schnitzler                                    | Rudolf Wendbladh                | Helsingborgs stadsteater              |
| 1922 | Richard Stolpe                               | Gurli Henrik Christiernsson                                           | Ragnar Hyltén-Cavallius         | Helsingborgs stadsteater              |
| 1922 | Archibald Hannay                             | Jokern H. M. Harwood                                                  | Rudolf Wendbladh                | Helsingborgs stadsteater              |
| 1923 | Harald Jespersen                             | Äkta makar Peter Egge                                                 | Torsten Hammarén                | Helsingborgs stadsteater              |
| 1923 | Karl Bilz                                    | Gamla Heidelberg Wilhelm Meyer-Förster                                | Ragnar Hyltén-Cavallius         | Helsingborgs stadsteater              |
| 1923 | Jean                                         | Fröken Julie August Strindberg                                        | Rudolf Wendbladh                | Helsingborgs stadsteater              |
| 1923 | Fadern Pastor Immanuel Kamp Henry E Pedersen | Föräldrar Otto Benzon                                                 | Rudolf Wendbladh                | Helsingborgs stadsteater              |
| 1923 | Adam                                         | Spanska flugan Franz Arnold och Ernst Bach                            | Rudolf Wendbladh                | Helsingborgs stadsteater              |
| 1930 | Volpone                                      | Volpone Ben Jonson                                                    | Rudolf Wendbladh                | Helsingborgs stadsteater              |
| 1930 | Vanhattan                                    | Karusellen George Bernard Shaw                                        | Rudolf Wendbladh                | Helsingborgs stadsteater              |
| 1930 | Domaren                                      | Jag är min syster Ralph Benatzky och Robert Blum                      | Rudolf Wendbladh                | Helsingborgs stadsteater              |
| 1931 | Justus Falk                                  | Sensation Erik Lindorm                                                | Rudolf Wendbladh                | Helsingborgs stadsteater              |
| 1931 | Teaterdirektören                             | Thalias barn Tor Hedberg                                              | Rudolf Wendbladh                | Helsingborgs stadsteater              |
| 1931 | Northumberland Idiaquez                      | Elisabet av England Ferdinand Bruckner                                | Rudolf Wendbladh                | Helsingborgs stadsteater              |
| 1932 | Nils Bru                                     | En resa i natten Sigurd Christiansen                                  | Rudolf Wendbladh                | Helsingborgs stadsteater              |
| 1932 | Gustave Lebreche                             | Svindlare Louis Verneuil                                              | Rudolf Wendbladh                | Helsingborgs stadsteater              |
| 1932 | Gustaf II Adolf                              | Vi Ludvig Nordström                                                   | Rudolf Wendbladh                | Helsingborgs stadsteater              |
| 1933 | Fikonsköld                                   | Kalle Karlssons knepigheter Oscar Rydqvist                            | Rudolf Wendbladh                | Helsingborgs stadsteater              |
| 1933 | Ryttmästaren                                 | Fadren August Strindberg                                              | Rudolf Wendbladh                | Helsingborgs stadsteater              |
| 1933 | Lars Siggeson                                | Mäster Olof August Strindberg                                         | Rudolf Wendbladh                | Helsingborgs stadsteater              |
| 1934 | Rutger von Degerfelt                         | Ett brott Sigfrid Siwertz                                             | Rudolf Wendbladh                | Helsingborgs stadsteater              |
| 1934 | John                                         | Dagar utan mål Eugene O'Neill                                         | Rudolf Wendbladh                | Helsingborgs stadsteater              |
| 1935 | Aubrey Bagot                                 | För sant för att vara bra George Bernard Shaw                         | Rudolf Wendbladh                | Helsingborgs stadsteater Turné        |
| 1935 | Henry Saint John                             | Ett glas vatten Eugène Scribe                                         | Rudolf Wendbladh                | Helsingborgs stadsteater              |
| 1936 | Steven Gaye                                  | "Älskar - älskar inte" Samson Raphaelson                              | Rudolf Wendbladh                | Helsingborgs stadsteater              |
| 1936 | Richard Greatham                             | Höfeber Noël Coward                                                   | Rudolf Wendbladh                | Helsingborgs stadsteater              |
| 1936 | Dr Franz                                     | Konserten Hermann Bahr                                                | Rudolf Wendbladh                | Helsingborgs stadsteater              |
| 1936 | Napoleon                                     | Napoleon den ende Paul Raynal                                         | Rudolf Wendbladh                | Helsingborgs stadsteater              |
| 1937 | Propagandaministern                          | Lavinen Karel Čapek                                                   | Rudolf Wendbladh                | Helsingborgs stadsteater              |
| 1938 | De la Gardie                                 | Carl XII August Strindberg                                            | Rudolf Wendbladh                | Helsingborgs stadsteater              |
| 1939 | Franz Junek                                  | Med strömmen Vilém Werner                                             | Rudolf Wendbladh                | Helsingborgs stadsteater              |
| 1939 | Kolben (Adolf)                               | N:o 72 František Langer                                               | Rudolf Wendbladh                | Helsingborgs stadsteater              |
| 1939 | Cutler Walpole                               | Doktorns dilemma George Bernard Shaw                                  | Rudolf Wendbladh                | Helsingborgs stadsteater              |
| 1940 |                                              | Kungen och trolltuppen Ingo Frölich                                   | Rudolf Wendbladh                | Helsingborgs stadsteater              |
| 1940 | Basen                                        | Möss och människor John Steinbeck                                     | Rudolf Wendbladh                | Helsingborgs stadsteater              |
| 1940 | Edward Ferrers                               | Vibrationer Charles Morgan                                            | Rudolf Wendbladh                | Helsingborgs stadsteater              |
| 1941 | Barker                                       | Lyckans gullgosse Clifford Odets                                      | Rudolf Wendbladh                | Helsingborgs stadsteater              |
| 1941 | Edward Churt                                 | En riktig karl Noël Coward                                            | Rudolf Wendbladh                | Helsingborgs stadsteater              |
| 1941 | Lars Siggesson, riksmarsk                    | Mäster Olof August Strindberg                                         | Rudolf Wendbladh                | Helsingborgs stadsteater/ Riksteatern |
| 1941 | En jude                                      | Aladdin Adam Oehlenschläger                                           | Herman Ahlsell Rudolf Wendbladh | Helsingborgs stadsteater              |
| 1942 | Rosbye                                       | Mikaels dag Harry Blomberg                                            | Rudolf Wendbladh                | Helsingborgs stadsteater              |
| 1942 | Lars Borre, fogde                            | Rid i natt! Vilhelm Moberg                                            | Rudolf Wendbladh                | Helsingborgs stadsteater              |
| 1943 | Niels Ebbesen                                | Niels Ebbesen Kaj Munk                                                | Rudolf Wendbladh                | Helsingborgs stadsteater              |
| 1943 | Maddoc Thomas                                | Hans största framgång Emlyn Williams                                  | Rudolf Wendbladh                | Helsingborgs stadsteater              |
| 1944 |                                              | Markisinnan Noël Coward                                               | Carlo Keil-Möller               | Helsingborgs stadsteater              |
| 1944 | Marcus Antonius                              | Julius Caesar William Shakespeare                                     | Rudolf Wendbladh                | Helsingborgs stadsteater              |
| 1950 | Fältskär Jadin                               | Tokiga grevinnan Jean Giraudoux                                       | Olof Molander                   | Dramaten                              |
| 1951 | Masseau                                      | Chéri Colette                                                         | Mimi Pollak                     | Dramaten                              |
| 1951 | Jürg, en bonde                               | Diamanten Friedrich Hebbel                                            | Rune Carlsten                   | Dramaten                              |
| 1963 | En gäst                                      | Tiggarens opera John Gay                                              | Per-Axel Branner                | Dramaten                              |

### Regi
| År   | Produktion                                                           | Upphovsmän                                                                                   | Teater                                                       |
| ---- | -------------------------------------------------------------------- | -------------------------------------------------------------------------------------------- | ------------------------------------------------------------ |
| 1921 | Marie Arndt Maria Arndt                                              | Elsa Bernstein Översättning Gustaf Linden                                                    | Helsingborgs stadsteater                                     |
| 1921 | Rena rama sanningen Nothing But the Truth                            | James H. Montgomery Översättning Knut Nyblom                                                 | Helsingborgs stadsteater                                     |
| 1921 | Otrogen Infedele                                                     | Roberto Bracco Översättning Ernst Lundquist                                                  | Helsingborgs stadsteater                                     |
| 1921 | Hemkomsten Le retour                                                 | Robert de Flers och Francis de Croisset                                                      | Helsingborgs stadsteater                                     |
| 1921 | Spanska flugan Die spanische Fliege                                  | Franz Arnold och Ernst Bach                                                                  | Helsingborgs stadsteater                                     |
| 1922 | Flickan i bilen The Girl in the Limousine                            | Wilson Collison och Avery Hopwood Översättning Rudolf Wendbladh                              | Helsingborgs stadsteater                                     |
| 1922 | Hjältar Arms and the Man                                             | George Bernard Shaw Översättning Hugo Vallentin                                              | Helsingborgs stadsteater                                     |
| 1922 | Flamman Die Sterne                                                   | Hans Müller-Einigen Översättning Arvid Englind                                               | Helsingborgs stadsteater                                     |
| 1922 | Min far hade rätt! Mon Père avait raison                             | Sacha Guitry                                                                                 | Helsingborgs stadsteater                                     |
| 1922 | Hotellråttan Souris d'hôtel                                          | Paul Armont och Marcel Gerbidon Översättning Algot Sandberg                                  | Helsingborgs stadsteater                                     |
| 1922 | Den stora scenen Grosse Szene                                        | Arthur Schnitzler Översättning Gustaf Linden                                                 | Helsingborgs stadsteater                                     |
| 1922 | Sin pappas dotter                                                    | Sören Gille                                                                                  | Helsingborgs stadsteater                                     |
| 1922 | Jokern A Pinch Hitter                                                | H. M. Harwood Översättning Elsa Broström                                                     | Helsingborgs stadsteater                                     |
| 1923 | Den starkare                                                         | August Strindberg                                                                            | Helsingborgs stadsteater                                     |
| 1923 | Fröken Julie                                                         | August Strindberg                                                                            | Helsingborgs stadsteater                                     |
| 1923 | Föräldrar Forældre                                                   | Otto Benzon Översättning Hjalmar Söderberg                                                   | Helsingborgs stadsteater                                     |
| 1923 | Spanska flugan Die spanische Fliege                                  | Franz Arnold och Ernst Bach                                                                  | Helsingborgs stadsteater                                     |
| 1929 | Vi ä' alla lika Aren't we all?                                       | Frederick Lonsdale Översättning Ellen Appelberg-Collijn                                      | Helsingborgs stadsteater                                     |
| 1929 | Don Gil av gröna byxor Don Gil de las calzas verdes                  | Tirso de Molina Översättning Gustaf Ullman                                                   | Helsingborgs stadsteater                                     |
| 1929 | Periferi Periférie                                                   | František Langer Översättning Rudolf Wendbladh                                               | Helsingborgs stadsteater                                     |
| 1929 | Lavendelfröknarna Lavender Ladies                                    | Daisy Fisher Översättning Ivar P:son Henning                                                 | Helsingborgs stadsteater                                     |
| 1929 | Resans slut Journey's End                                            | Robert Cedric Sheriff Översättning Rudolf Wendbladh                                          | Helsingborgs stadsteater                                     |
| 1929 | Herr Dardanell och hans upptåg på landet                             | August Blanche Bearbetning Gustav Linden                                                     | Helsingborgs stadsteater                                     |
| 1930 | Volpone                                                              | Ben Jonson Översättning Gunnar Klintberg                                                     | Helsingborgs stadsteater                                     |
| 1930 | Den heliga lågan The Sacred Flame                                    | W. Somerset Maugham Översättning Harry Roeck-Hansen                                          | Helsingborgs stadsteater                                     |
| 1930 | Mordet i andra våningen Murder on the Second Floor                   | Frank Vosper Översättning Allan Vougt                                                        | Helsingborgs stadsteater                                     |
| 1930 | Kom, sågs, segrade! Tu m’épouseras                                   | Louis Verneuil Översättning Albert Nycop                                                     | Helsingborgs stadsteater                                     |
| 1930 | Karusellen The apple cart                                            | George Bernard Shaw Översättning Ebba Low och Gustav Linden                                  | Helsingborgs stadsteater                                     |
| 1930 | Odågan Étienne                                                       | Jacques Deval Översättning Olga Wendbladh                                                    | Helsingborgs stadsteater                                     |
| 1930 | Olympia                                                              | Ferenc Molnár Översättning Ivar P:son Henning                                                | Helsingborgs stadsteater                                     |
| 1930 | Rena rama sanningen Nothing But the Truth                            | James H. Montgomery Översättning Knut Nyblom                                                 | Helsingborgs stadsteater                                     |
| 1930 | Jag är min syster Meine Schwester und ich                            | Ralph Benatzky och Robert Blum Översättning Carl Johan Holzhausen                            | Helsingborgs stadsteater                                     |
| 1931 | Barabbas                                                             | Michel de Ghelderode Översättning Rudolf Wendbladh                                           | Helsingborgs stadsteater                                     |
| 1931 | "Succes!" Vient de paraître                                          | Édouard Bourdet Översättning Christian Günther                                               | Helsingborgs stadsteater                                     |
| 1931 | Sensation                                                            | Erik Lindorm                                                                                 | Helsingborgs stadsteater                                     |
| 1931 | Thalias barn                                                         | Tor Hedberg                                                                                  | Helsingborgs stadsteater                                     |
| 1931 | Marius                                                               | Marcel Pagnol Översättning Karl Asplund, Bearbetning Gustaf Linden                           | Helsingborgs stadsteater                                     |
| 1931 | Elisabet av England Elisabeth von England                            | Ferdinand Bruckner Översättning Karin Boye                                                   | Helsingborgs stadsteater                                     |
| 1931 | Hans nåds testamente                                                 | Hjalmar Bergman                                                                              | Helsingborgs stadsteater                                     |
| 1932 | En resa i natten En reise i natten                                   | Sigurd Christiansen Översättning Alf Sjöberg                                                 | Helsingborgs stadsteater                                     |
| 1932 | Knock eller Läkarkonstens triumf Knock ou le Triomphe de la médecine | Jules Romains Översättning Karl Hedberg                                                      | Helsingborgs stadsteater                                     |
| 1932 | Svindlare La Banque Nemo                                             | Louis Verneuil Översättning Rudolf Wendbladh                                                 | Helsingborgs stadsteater                                     |
| 1932 | Fröken Mademoiselle                                                  | Jacques Deval Översättning Olga Wendbladh                                                    | Helsingborgs stadsteater                                     |
| 1932 | Vi                                                                   | Ludvig Nordström                                                                             | Helsingborgs stadsteater                                     |
| 1932 | Du och jag Morgen geht's uns gut                                     | Ralph Benatzky och Hans Müller-Einigen Översättning Richard Erwe och Carl Johan Holzhausen   | Helsingborgs stadsteater                                     |
| 1933 | Kalle Karlssons knepigheter                                          | Oscar Rydqvist                                                                               | Helsingborgs stadsteater                                     |
| 1933 | Före solnedgången Vor Sonnenuntergang                                | Gerhart Hauptmann Översättning Rudolf Wendbladh                                              | Helsingborgs stadsteater                                     |
| 1933 | En idealisk hustru A Perfect Lady                                    | Peter Garland Bearbetning Greta Serény                                                       | Helsingborgs stadsteater                                     |
| 1933 | Fadren                                                               | August Strindberg                                                                            | Helsingborgs stadsteater                                     |
| 1933 | Trettondagsafton Twelfth Night, or What You Will                     | William Shakespeare Översättning Allan Bergstrand                                            | Helsingborgs stadsteater                                     |
| 1933 | För sant för att vara bra Too True to be Good                        | George Bernard Shaw Översättning Ebba Low och Gustav Linden                                  | Helsingborgs stadsteater                                     |
| 1933 | Mäster Olof                                                          | August Strindberg                                                                            | Helsingborgs stadsteater                                     |
| 1933 | Karl den store, högerytter Geld ist nicht alles                      | László Bús-Fekete Översättning och bearbetning Rudolf Wendbladh                              | Helsingborgs stadsteater                                     |
| 1934 | Ett brott                                                            | Sigfrid Siwertz                                                                              | Helsingborgs stadsteater                                     |
| 1934 | Syndafloden                                                          | Henning Berger                                                                               | Helsingborgs stadsteater                                     |
| 1934 | Othello The Tragedy of Othello, the Moor of Venice                   | William Shakespeare Översättning Allan Bergstrand                                            | Helsingborgs stadsteater                                     |
| 1934 | Dagar utan mål Days Without End                                      | Eugene O'Neill Översättning Anders Österling                                                 | Helsingborgs stadsteater                                     |
| 1935 | Gatumusikanter Straßenmusik                                          | Paul Schurek och Hanns Sassmann Översättning Richard Erwe                                    | Helsingborgs stadsteater                                     |
| 1935 | Villa Guldregn Laburnum Grove                                        | J.B. Priestley Översättning Richard Erwe                                                     | Helsingborgs stadsteater                                     |
| 1935 | Domino                                                               | Marcel Achard Översättning Edvard Alkman                                                     | Helsingborgs stadsteater                                     |
| 1935 | På grund On the Rocks                                                | George Bernard Shaw Översättning Ebba Low och Gustav Linden                                  | Helsingborgs stadsteater                                     |
| 1935 | Tre systrar Три сeстры, Tri sestry                                   | Anton Tjechov Översättning Jarl Hemmer                                                       | Helsingborgs stadsteater                                     |
| 1935 | Ett glas vatten Le verre d'eau                                       | Eugène Scribe Översättning Richard Erwe, Bearbetning Otto Stockhausen                        | Helsingborgs stadsteater                                     |
| 1936 | För berömliga gärningar For Services Rendered                        | W. Somerset Maugham                                                                          | Helsingborgs stadsteater                                     |
| 1936 | "Älskar - älskar inte" Accent on Youth                               | Samson Raphaelson Översättning Arne Lydén                                                    | Helsingborgs stadsteater                                     |
| 1936 | Höfeber Hay Fever                                                    | Noël Coward Översättning Richard Erwe                                                        | Helsingborgs stadsteater                                     |
| 1936 | Ryttarpatrullen Jízdní hlídka                                        | František Langer Översättning Rudolf Wendbladh                                               | Helsingborgs stadsteater                                     |
| 1936 | Konserten Das Konzert                                                | Hermann Bahr Översättning Rudolf Wendbladh                                                   | Helsingborgs stadsteater                                     |
| 1936 | Napoleon den ende Napoleon Unique                                    | Paul Raynal Översättning Edvard Alkman                                                       | Helsingborgs stadsteater                                     |
| 1937 | Timmen H L'Heure H...                                                | Pierre Chaine                                                                                | Helsingborgs stadsteater                                     |
| 1937 | Lavinen Bílá nemoc                                                   | Karel Čapek                                                                                  | Helsingborgs stadsteater                                     |
| 1937 | En man för mig                                                       | Leo Lenz                                                                                     | Helsingborgs stadsteater                                     |
| 1937 | Lilla Rödluvan                                                       | Farbror Axel                                                                                 | Helsingborgs stadsteater                                     |
| 1938 | Tiga är guld... Dangerous Corner                                     | John Boynton Priestley                                                                       | Helsingborgs stadsteater                                     |
| 1938 | Mycket väsen för ingenting Much Ado About Nothing                    | William Shakespeare                                                                          | Helsingborgs stadsteater                                     |
| 1938 | Hjärtligt välkomna! George and Margaret                              | Gerald Savory Översättning Elsa af Trolle                                                    | Helsingborgs stadsteater                                     |
| 1938 | Carl XII                                                             | August Strindberg                                                                            | Helsingborgs stadsteater                                     |
| 1938 | Lyckliga tid! Les Jours heureux                                      | Claude-André Puget Översättning Olga Wendbladh                                               | Helsingborgs stadsteater                                     |
| 1939 | Med strömmen Lidé na kře                                             | Vilém Werner                                                                                 | Helsingborgs stadsteater                                     |
| 1939 | N:o 72 Dvaasedmdesátka                                               | František Langer                                                                             | Helsingborgs stadsteater                                     |
| 1939 | I nöd och lust When We Are Married                                   | J.B. Priestley                                                                               | Helsingborgs stadsteater                                     |
| 1939 | Kärleken gör under La dama boba                                      | Lope de Vega Översättning Allan Bergstrand                                                   | Helsingborgs stadsteater                                     |
| 1939 | Doktorns dilemma The Doctor's Dilemma                                | George Bernard Shaw Översättning Hugo Vallentin och Gustaf Linden                            | Helsingborgs stadsteater                                     |
| 1939 | Koppla av! You Can't Take It with You                                | Moss Hart och George S. Kaufman Översättning Herbert Wärnlöf                                 | Helsingborgs stadsteater                                     |
| 1940 | Kungen och trolltuppen                                               | Ingo Frölich                                                                                 | Helsingborgs stadsteater                                     |
| 1940 | Min hustru — Dr. Carson Robert's Wife                                | St. John Ervine Översättning Ebba Low                                                        | Helsingborgs stadsteater                                     |
| 1940 | Möss och människor Of Mice and Men                                   | John Steinbeck Översättning Rudolf Wendbladh                                                 | Helsingborgs stadsteater                                     |
| 1940 | Vibrationer The Flashing Stream                                      | Charles Morgan Översättning Etty Santesson                                                   | Helsingborgs stadsteater                                     |
| 1940 | Ja och Nej Yes and No                                                | Kenneth Horne Översättning Rudolf Wendbladh                                                  | Helsingborgs stadsteater                                     |
| 1940 | De knutna händerna                                                   | Vilhelm Moberg                                                                               | Helsingborgs stadsteater                                     |
| 1940 | Swedenhielms                                                         | Hjalmar Bergman                                                                              | Helsingborgs stadsteater                                     |
| 1941 | Lyckans gullgosse Golden Boy                                         | Clifford Odets                                                                               | Helsingborgs stadsteater                                     |
| 1941 | En riktig karl This Was a Man                                        | Noël Coward                                                                                  | Helsingborgs stadsteater                                     |
| 1941 | Lycklig resa! Skylark                                                | Samson Raphaelson Översättning Guido Valentin                                                | Helsingborgs stadsteater                                     |
| 1941 | Christina                                                            | August Strindberg                                                                            | Helsingborgs stadsteater                                     |
| 1941 | Mäster Olof                                                          | August Strindberg                                                                            | Helsingborgs stadsteater/ Riksteatern                        |
| 1941 | Aladdin Aladdin, eller Den forunderlige Lampe                        | Adam Oehlenschläger Översättning Karl Hedberg                                                | Helsingborgs stadsteater Regi tillsammans med Herman Ahlsell |
| 1941 | Kungl. Logen Hofloge                                                 | Karl Farkas och Hans Lang Översättning Gösta Rybrant                                         | Helsingborgs stadsteater                                     |
| 1942 | Mikaels dag                                                          | Harry Blomberg                                                                               | Helsingborgs stadsteater                                     |
| 1942 | Rid i natt!                                                          | Vilhelm Moberg                                                                               | Helsingborgs stadsteater                                     |
| 1942 | Hans största framgång The light of heart                             | Emlyn Williams                                                                               | Helsingborgs stadsteater                                     |
| 1942 | Ministeriet vacklar Das Ministerium ist beleidigt                    | Bruno Engler, Fred Heller och Leonhard Märker Översättning Rickard Erwe och Karin Mandelstam | Helsingborgs stadsteater                                     |
| 1943 | Lilla Rödluvan Rødhætte                                              | Farbror Axel                                                                                 | Helsingborgs stadsteater                                     |
| 1943 | Morgonstjärnan The Morning Star                                      | Emlyn Williams                                                                               | Helsingborgs stadsteater                                     |
| 1943 | Henrik och Pernilla Henrich og Pernille                              | Ludvig Holberg                                                                               | Helsingborgs stadsteater                                     |
| 1943 | Swedenhielms                                                         | Hjalmar Bergman                                                                              | Helsingborgs stadsteater                                     |
| 1943 | Änkeman Jarl                                                         | Vilhelm Moberg                                                                               | Helsingborgs stadsteater                                     |
| 1943 | Månen har gått ned The Moon is Down                                  | John Steinbeck                                                                               | Helsingborgs stadsteater                                     |
| 1943 | Niels Ebbesen                                                        | Kaj Munk Översättning Ivar Harrie                                                            | Helsingborgs stadsteater                                     |
| 1944 | Julius Caesar                                                        | William Shakespeare Översättning Allan Bergstrand                                            | Helsingborgs stadsteater                                     |
| 1944 | Cocktails Tell me the truth                                          | Leslie Howard                                                                                | Blancheteatern                                               |

## Radioteater

### Roller
| År   | Roll          | Produktion                                  | Regi            |
| ---- | ------------- | ------------------------------------------- | --------------- |
| 1950 | Doktor Podget | Salig överstens döttrar Katherine Mansfield | Gustaf Molander |